# Hilda Andersson

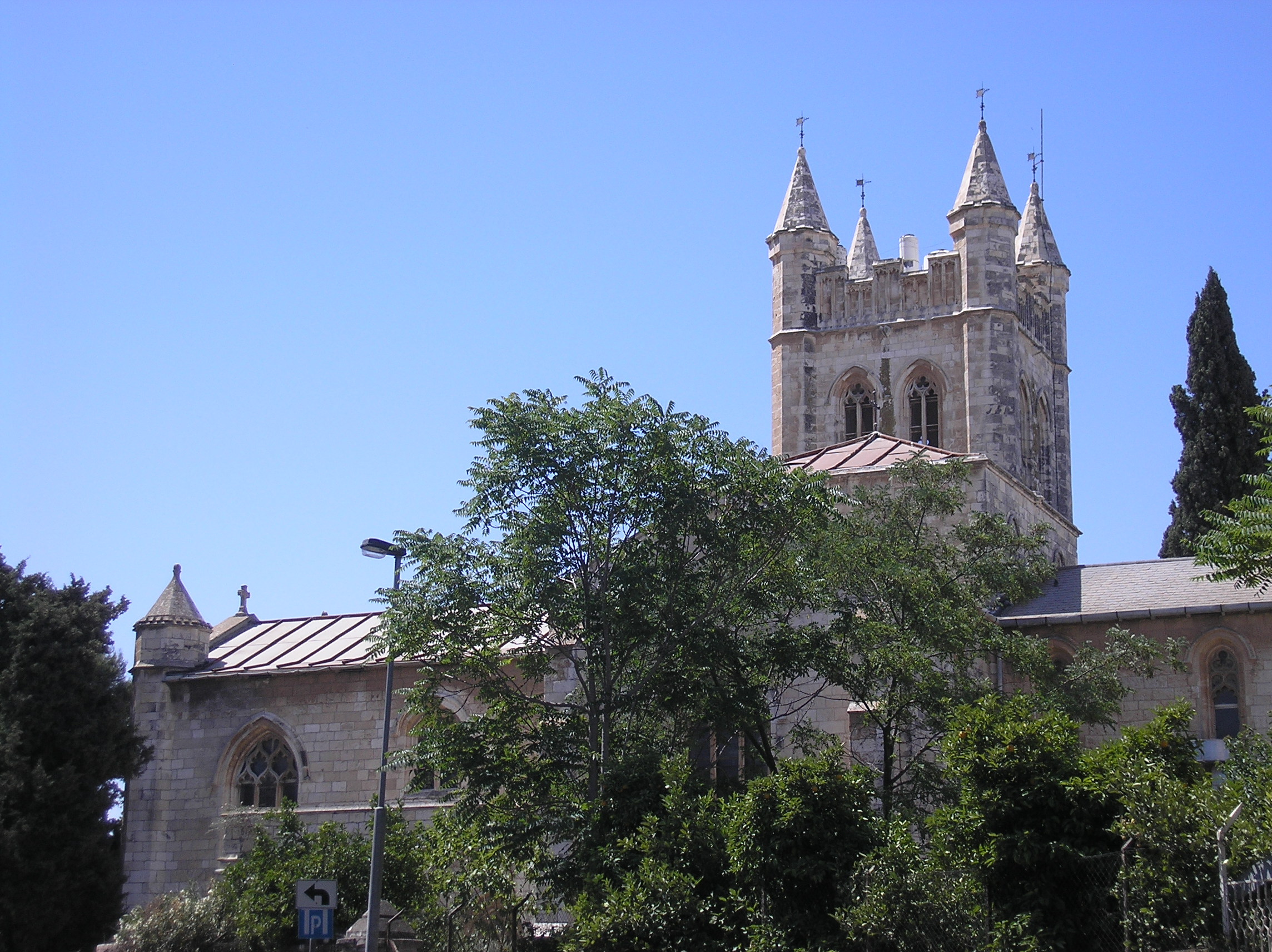
S:t Georges katedral, Jerusalem

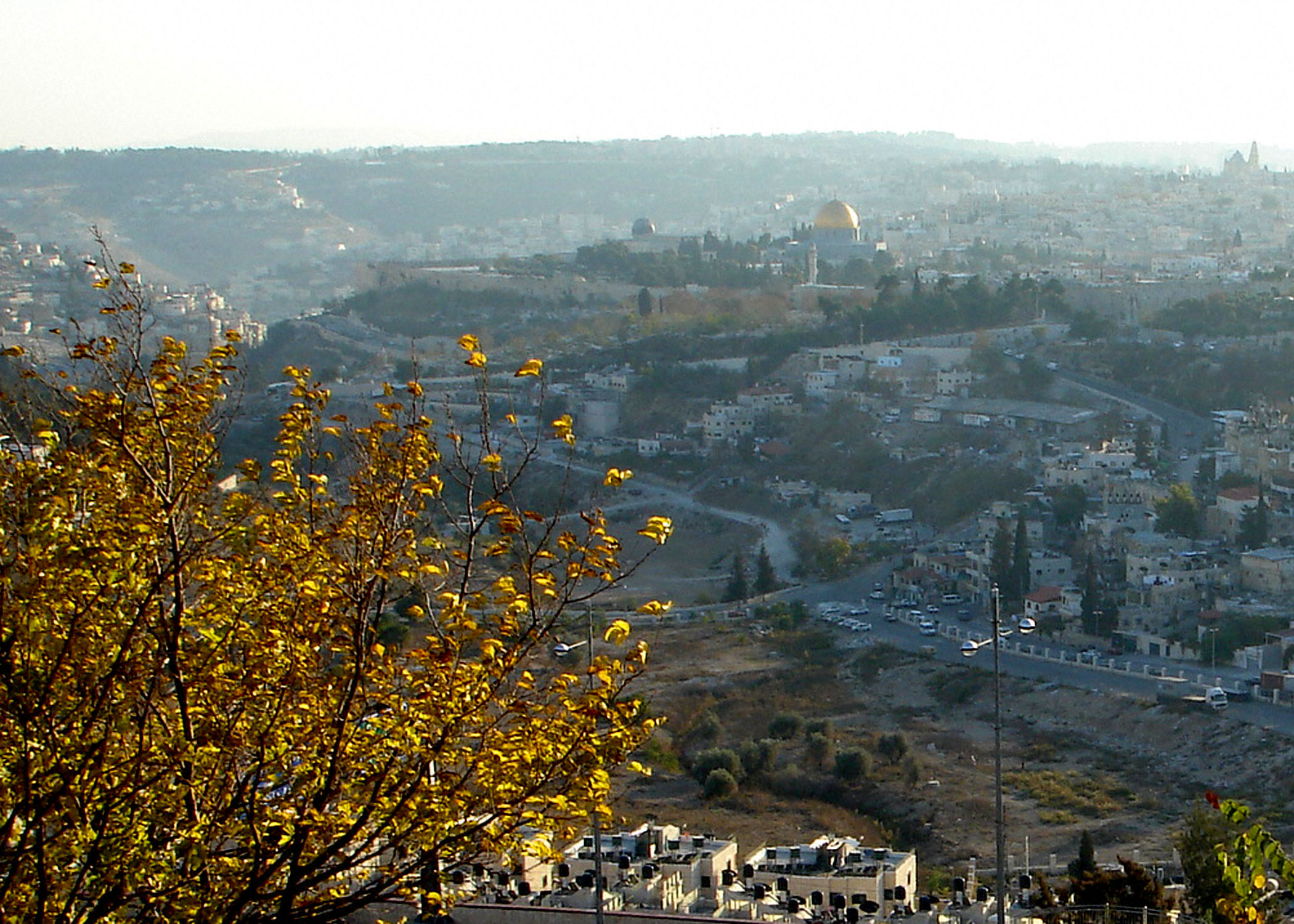
Jerusalems gamla stad från Kidrondalen

Hilda Andersson, född 29 december 1888 i Vankiva församling, Kristianstads län], död 1948 i Jerusalem i Palestina, var en svensk missionär.

## Biografi
Andersson föddes i december 1888 på Norregård i Kärråkra i närheten av Hässleholm. Hon växte upp på en släktgård där hemmet präglades av en roseniansk anda. Som 13-åring blev hon moderlös och fick sedan sköta hushållet åt far och broder. Hon utbildade sig till sjuksköterska på Sahlgrenska sjukhuset i Göteborg och arbetade sedan i två år på olika sjukhus i USA, där hon kom i kontakt med den amerikanska Augustanasynoden. På uppdrag av denna kyrkas mission reste hon som missionär till Kina, där hon stannade 1918-1927 och var bland annat stationerad vid ett missionssjukhus i Yüchow i Henanprovinsen. Senare tog hon avsked från Augustanasynoden.
Från Kina reste hon till Jerusalem och byggde ett kristet gästhem Svenskbo på en bit mark hon köpt på Oljeberget i Jerusalem, som då var glest befolkat. På berget bedrev hon en sjukmottagning för den fattiga arabiska befolkningen samt mission. Från husets platta tak var det storslagen utsikt över Jerusalems gamla stad. Svenskbo blev inte bara ett gästhem och bostad för Hilda utan även en plats för sällskapsliv. Vid midsommar var det stor fest på Svenskbo då svenskarna i den amerikanska kolonin i Jerusalem var hedersgäster. Som värdinna uppträdde Hilda ofta i nordskånsk hembygdsdräkt. Hilda reste också runt i landet, arbetade med trädplantering och skrev reseskildringar som utgavs i Norge och Sverige. Hon blev också korrespondent åt den norska tidningen Karmel. Hilda Andersson stödde judarnas strävan att upprätta en egen stat.
I november 1947 antog FN en plan som innebar en delning av Palestina i en judisk och en arabisk stat. Jerusalem skulle ställas under internationell kontroll. Ett inbördeskrig bröt då ut mellan judar och araber. Läget för Hilda blev utsatt då hon som projudisk bodde i ett helt arabiskdominerat område.
På våren 1948 när det brittiska styret i Palestina höll på att avvecklas var Hilda Anderssons stenhus med sitt flata tak och utsikt över det gamla Jerusalem en strategisk utpost i detta arabiskkontrollerade område. Hon skrev i brev att hon kände sig hotad och hon blev av myndigheter uppmanad att lämna området. Hon var nära att dödas redan den 28 mars. Hon försökte lämna landet men problem med visum gjorde att hon fick återvända till Svenskbo.
Söndagen 25 april på väg hem från gudstjänst i anglikanska Saint Georges katedralen blev hon i Kidrondalen vid Oljeberget dödad av minst tre kulor. "Skjuten av okända" står det i rapporten till svenska UD. Hennes grav finns på de svenska jerusalemfararnas egen kyrkogård, nära det Hebreiska universitetet på Scopusberget.